# Softsoap
Ne doit pas être confondu avec le Savon liquide.
Softsoap est la marque de savon liquide de Colgate-Palmolive, introduite en 1980.

## Histoire
Le 22 août 1865, William Sheppard, de New York, s'est vu accorder le brevet numéro 49 561 sous le nom d'Improved Liquid Soap (littéralement « savon liquide amélioré »). Il avait alors découvert qu'une petite quantité de savon dur pouvait être mélangée avec des spiritueux comme l'ammoniac pour créer un savon avec la consistance de la mélasse. Son invention était alors devenue très connue du public, mais n'était pas souvent disponible pour l'usage dans les ménages.
En 1980, l'entrepreneur Robert R. Taylor a commencé à vendre du savon de ce type sous le nom de Softsoap, par le biais de sa compagnie, la Minnetonka Corporation, basée à Chaska au Minnesota. Après six mois, il avait alors généré plus de 25 000 000 $ (USD) en profits de vente du savon et a plus tard décidé de vendre la marque à Colgate-Palmolive, en 1987.